# Kloštar
Kloštar – wieś w Chorwacji, w żupanii istryjskiej, w gminie Vrsar. W 2011 roku liczyła 40 mieszkańców.